# Karukkalvadi
Karukkalvadi es una ciudad censal situada en el distrito de Salem en el estado de Tamil Nadu (India). Su población es de 12052 habitantes (2011). Se encuentra a 12 km de Salem y a 55 km de Erode.

## Demografía
Según el censo de 2011 la población de Karukkalvadi era de 12052 habitantes, de los cuales 6313 eran hombres y 5739 eran mujeres. Karukkalvadi tiene una tasa media de alfabetización del 58,32%, inferior a la media estatal del 80,09%: la alfabetización masculina es del 66,11%, y la alfabetización femenina del 49,71%.